# 直諫の会
直諫の会（ちょっかんのかい）は、立憲民主党のグループ。2019年に超党派の政策グループとして結成された。通称､ 重徳グループ。

## 沿革

### 結成
2017年10月の第48回衆議院議員総選挙に際し民進党が分裂。2019年中旬時点では旧民進勢力は立憲民主党・国民民主党・無所属議員による院内会派「社会保障を立て直す国民会議」などに分かれていたが、2019年9月30日にそれらの統一会派として「立憲民主・国民・社保・無所属フォーラム」が結成された。
2019年10月12日、立憲民主党、国民民主党両党などによる合流会派内で、若手衆院議員が新たなグループを結成することが報道機関の取材により明らかとなった。当選3回以下の約10人が中心となること、グループ名は「直諫の会」であること、無所属の重徳和彦が会長に就くことなどもあわせて報じられた。命名者の重徳はのちになって、由来を「徳川家康の愛読書と言われる『貞観政要』の「直言敢諫」からとった」と説明している（重徳の地盤の愛知12区は徳川家康の出身地）。
同年10月24日、超党派の政策グループ「直諫の会」が正式に旗揚げされた。参加した青柳陽一郎は、グループについて基本的に他グループとの掛け持ちができない「いわゆる派閥」であるとTwitterに投稿しており、重徳自身もインターネット番組で会を「派閥」であると表現している。
同年12月4日、会長の重徳らは国民民主党本部で平野博文幹事長と会談し、共同会派に属する議員が結集した政党を早期に結成することを求める提言書を渡した。立憲民主党の安住淳と大串博志、社民党の吉川元らにも同様に要請した。
2020年4月30日、YouTubeチャンネルを開設。5月7日から動画投稿を開始した。

### 新・立憲民主党が成立
2020年8月24日、立憲民主党と国民民主党の一部は、2つの無所属グループを加えた形で合流新党を結成することで合意。直諫の会は、これに伴って行われる新党代表への独自候補の擁立を模索したものの断念。所属議員のうち、重徳、小熊慎司、源馬謙太郎、緑川貴士、森田俊和の5人は泉健太の推薦人に名を連ねた。
2021年2月、公式Twitterアカウントを開設。
11月19日、立憲民主党代表選挙が告示され、届け出順に逢坂誠二、小川淳也、泉健太、西村智奈美が立候補した。直諫の会として小川淳也、泉健太をそれぞれ応援することを決定し、所属議員11人のうち、6人（青柳陽一郎、伊藤俊輔、中島克仁、落合貴之、中谷一馬、源馬謙太郎）が小川淳也の推薦人に、2人（篠原豪、森田俊和）が泉健太の推薦人になった。また、重徳和彦は11月17日に「（小川を）応援したい気持ちはある」と発言し、緑川貴士は11月19日に泉を支持する意向を表明した。
2022年9月、グループで重徳会長の地元・岡崎市の視察を行った。
自誓会とは、代表選で歩調を合わせたり共同街宣を行ったりと連携することが多い。
2023年9月13日、直諫の会（重徳和彦、中島克仁、青柳陽一郎、山崎誠、井坂信彦、篠原豪、落合貴之、桜井周、源馬謙太郎、森田としかず、伊藤俊輔、中谷一馬、塩村あやか、藤岡隆雄、高松さとし）名義で『どうする、野党!? 「大きな政治」と「新しい改革」で、永田町の常識を喝破！』を幻冬舎から出版した。

### 2024年立憲民主党代表選挙
2024年6月10日、幹事長の青柳陽一郎は、任期満了に伴い実施される立憲民主党代表選挙をめぐり、直諫の会から党代表候補を擁立する考えを記者団に示した。
同年7月18日、会長の重徳はメンバーの議員とともに有楽町で街頭演説会を開いた。8月2日には重徳らは国会内で記者会見し、直観の会がまとめた政策集を発表した。政策集は「政権奪取の軸」として医療制度や公教育の改革案などが謳われた。これらの活動をメディアは「代表選への地ならし」とみなし、重徳は若手候補者の一人として連日取り沙汰された。
同年8月7日、代表選挙の日程が「9月7日告示、23日投開票」に決まった。重徳は当初自身の立候補を視野に入れていたが、中村喜四郎が「野田氏につけ。要職をとれる」と説得。8月19日、重徳、青柳、中島克仁、源間謙太郎の4人は野田佳彦と会談し、代表選挙への立候補を要請した。8月29日、野田は報道陣の取材に応じ、立候補を表明した。落合貴之は同日に配信された独立系メディアの番組で、野田への出馬要請を重徳から聞かされていなかったと明かした。投開票の結果、野田佳彦が代表に就任。政務調査会長には会長の重徳和彦が就いた。

## 現在の構成

### 役員
| 会長     | 会長代行 | 幹事長     | 事務総長   |
| -------- | -------- | ---------- | ---------- |
| 重徳和彦 | 中島克仁 | 青柳陽一郎 | 源馬謙太郎 |

### 所属議員
| 衆議院議員（計26名）                 | 衆議院議員（計26名）                   | 衆議院議員（計26名）           | 衆議院議員（計26名）              |
| ------------------------------------ | -------------------------------------- | ------------------------------ | --------------------------------- |
| 小熊慎司 （5回・参院1回、福島3区）   | 青柳陽一郎 （5回、神奈川6区）          | 中島克仁 （5回、山梨1区）      | 重徳和彦 （5回、愛知12区）        |
| 篠原豪 （4回、神奈川1区）            | 山崎誠 （4回、比例南関東・神奈川5区）  | 落合貴之 （4回、東京6区）      | 井坂信彦 （4回、兵庫1区）         |
| 野間健 （4回、鹿児島3区）            | 緑川貴士 （3回、秋田2区）              | 森田俊和 （3回、埼玉12区）     | 中谷一馬 （3回、神奈川7区）       |
| 伊藤俊輔 （3回、東京23区）           | 源馬謙太郎 （3回、静岡8区）            | 桜井周 （3回、兵庫6区）        | 藤岡隆雄 （2回、栃木4区）         |
| 鈴木庸介 （2回、比例東京・東京10区） | 三角創太 （1回、比例北関東・埼玉16区） | 大塚小百合 （1回、神奈川20区） | 高松智之 （1回、東京28区）        |
| 鈴木岳幸 （1回、比例東海・静岡2区）  | 小山千帆 （1回、比例東海・愛知15区）   | 下野幸助 （1回、三重2区）      | 岡田悟 （1回、比例近畿・兵庫7区） |
| 橋本慧悟 （1回、比例近畿・兵庫9区）  | 高橋永 （1回、比例四国・徳島1区）      |                                |                                   |
| 参議院議員（計1名）                  |                                        |                                |                                   |
| 塩村文夏 （2回、東京都）             |                                        |                                |                                   |

## かつて所属していた人物
- 柿沢未途
2021年10月に立憲民主党系会派を離脱。第49回衆議院議員総選挙で当選し、自由民主党より追加公認を得て、有隣会（谷垣G）に加入。
- 堀越啓仁
第49回衆議院議員総選挙落選後、離脱。
- 宮口治子
2025年1月に立憲民主党を離党。

## 政治資金収支報告書の記載
| 年                 | 本年収入額   | 会費納入者数 | 備考   |
| ------------------ | ------------ | ------------ | ------ |
| 2019年（令和元年） | 091万9097円  | 13人         | [ 43 ] |
| 2020年（令和2年）  | 133万068円   | 14人         | [ 44 ] |
| 2021年（令和3年）  | 368万0円     | 18人         | [ 45 ] |
| 2022年（令和4年）  | 134万3000円  | 19人         | [ 46 ] |
| 2023年（令和5年）  | 2304万8476円 | 19人         | [ 47 ] |